# Liga Ecuatoriana de Fútbol Playa
La Liga Ecuatoriana de Fútbol Playa, en años anteriores llamado Campeonato Ecuatoriano de Fútbol Playa, es la categoría de fútbol playa en Ecuador, y es organizada por la Federación Ecuatoriana de Fútbol. Todos sus partidos se disputan en el principal estadio de esta disciplina en el país, el Estadio Arena Olímpica de Manta. El Club Playa Grande de General Villamil es el actual campeón, tras obtener la Copa Absoluta en la edición 2021.

## Sistema de disputa
El escenario en el que se desarrolla el torneo es el Estadio Arena Olímpica, además que históricamente es donde se han desarrollado estos eventos. Se divide en dos torneos: Torneo Apertura y Torneo Clausura. El ganador de ambos torneos se disputa la final del Campeonato Absoluto. En caso de que el mismo club gane los dos torneos, será coronado campeón sin necesidad de jugar la final. 
El equipo campeón clasifica a la Conmebol Libertadores de Fútbol Playa.

## Campeones

### Títulos por año
| Campeonato Ecuatoriano de Fútbol Playa |     |  |                      |           |  |                      |
| Año                                    | Ed. |  | Campeón              | Resultado |  | Subcampeón           |
| 2014                                   | I   |  | Club Elegolé         |           |  | Jocay Central        |
| 2017 - 2018                            | II  |  | Delfín Sporting Club |           |  | Club Jaguar          |
| Liga Ecuatoriana de Fútbol Playa       |     |  |                      |           |  |                      |
| 2019                                   | I   |  | Fluminense Blasa     |           |  | Club Playa Grande    |
| 2019 - 2020                            | II  |  | Club Playa Grande    |           |  | Fluminense Blasa     |
| 2021                                   | III |  | Club Playa Grande    |           |  | Delfín Sporting Club |